# Lisseth Chavez
Pour les articles homonymes, voir Chavez.
Lisseth Chavez est une actrice et mannequin américaine née le 25 mai 1989 aux États-Unis.
Elle est connue principalement pour son rôle de Ximena Sinfuego dans The Fosters, ainsi que pour celui de l'Officier Vanessa Rojas dans la série Chicago Police Departement et Celina Juarez dans The Rookie : le flic de Los Angeles.

## Biographie

### Enfance et formation
Lisseth est salvadorienne.
Elle a un frère se prénommant Cesar Chavez.
Elle veut être actrice depuis son enfance, c'était son rêve d'enfant raison pour laquelle elle a suivi des cours étant jeune.

### Carrière
Entre 2017 et 2018, elle incarne un personnage récurrent, Ximena Sanfuego, une jeune immigrée mexicaine dans la série, The Fosters. Son personnage a un rôle central dans la saison 5. Lisseth considère que jouer Ximena a été un tremplin pour sa carrière, et elle était très fière d'avoir pu jouer un personnage qui se bat pour ses droits et fait entendre sa voix. Elle était d'autant plus satisfaite d'avoir joué ce personnage, étant donné que les questions autour de l'immigration sont d'actualité aux États-Unis.
En 2019, elle rejoint la 7e saison de Chicago P.D, mais également dans les épisodes crossovers de Chicago Fire et Chicago Med, dans le rôle de l'officier Vanessa Rojas. Elle remplace l'acteur Jon Seda, ayant quitté la série à la fin de la 6e saison. Le 12 septembre 2020, elle quitte la série au début de la saison 8 pour rejoindre la sixième saison de la série de super-héros Legends of Tomorrow série dérivée des séries télévisées Arrow et Flash basé sur les personnages de DC Comics, dans le rôle d'Esperanza «Spooner» Cruz.

## Filmographie

### Cinéma
- 2006 : Voyeurs.com de Eric Steven Stahl

### Séries télévisées
- 2013 : Southland : Carmen Martinez (1 épisode)
- 2015 : Night Shift : Ana (1 épisode)
- 2015 : Shameless : Marita (1 épisode)
- 2016 : First Murder : Skylar Anne Jennings (3 épisodes)
- 2016 : Rizzoli and Isles : Carmen (1 épisode)
- 2016 : Rush Hour (1 épisode)
- 2016 : Lucifer : Nikki (1 épisode)
- 2017 - 2018 : The Fosters : Ximena Sanfuego (rôle récurrent - 18 épisodes)
- 2017 : Grey's Anatomy : Kate Endris (1 épisode)
- 2017 : Au fil des jours : Lydia jeune (1 épisode)
- 2018 : S.W.A.T. : Ariana (2 épisodes)
- 2019 : Grey's Anatomy : Station 19 : Kathleen Noonan (2 épisodes)
- 2019 : The OA : Carmen (2 épisodes)
- 2019 - 2020 : Chicago Police Department : officier Vanessa Rojas (rôle principal - 19 épisodes)
- 2019 : Chicago Fire : officier Vanessa Rojas (1 épisode)
- 2019 : Chicago Med : officier Vanessa Rojas (1 épisode)
- 2021 : Legends of Tomorrow : Esperanza «Spooner» Cruz (rôle principal)
- depuis 2022 : The Rookie : Le Flic de Los Angeles : Celina Juarez (rôle récurrent - 19 épisodes)

### Téléfilms
- 2015 : The Adversaries de Stephen Cragg : Cindy
- 2017 : Prisonnière d'une secte de Blake Reigle : Haley Cooper
- 2018 : Get Christie Love de Steven Weber : Val